# فيرتيجو (مسلسل)
فيرتيجو  هو مسلسل تلفزيوني مصري مأخوذ عن رواية فيرتيجو للكاتب أحمد مراد، عرض في رمضان 2012 الموافق ل1433 هجرية على تلفزيون دبي ودريم وقناة حنبعل.

## أحداث المسلسل
فيرتيجو، تلك القاعة الدوارة بالطابق العلوي لأحد أفخم فنادق القاهرة المطلة على النيل، هناك ملتقى الكبار... كبار رجال المال والأعمال، السياسة والفن. هناك تعقد الصفقات وتدبر الخطط والمكائد، بعضها برئ وأغلبها قذر تفوح منه رائحة الفساد.
«فريدة» مصورة موهوبة، جاءت لتصوير عرس تحييه أشهر راقصة شرقية في البلاد ثم قادها حظها العاثر بعد الانتهاء من العمل إلى تلك القاعة لرؤية صديقتها وزوجها اللذان يعملان في بار «فرتيجو» الملحق بالقاعة، علمت بحمل صديقتها وٱقترح عليها زوجها تصوير بعض لقطات نيل القاهرة الساحر ليلا من الشرفة الخلفية للقاعة. فإذا بها تكون الشاهدة الوحيدة، بعينيها وبعدستها، على جريمة بشعة أو بالأحرى مذبحة أودت بحياة اثنان من كبار رجال المال والأعمال وحراسهم، وكذلك حياة صديقيها المقربين.
تبدأ «فريدة» رفقة «عمر» وبمساعدة صادقة من العديد من الأصدقاء والمعارف مشوارا طويلا شائكاً وخطيراً، مليئاً بالألغام لكشف حقيقة تلك الجريمة والثأر لصديقيها، لكن تتكشف لها العديد من الحقائق حول ملفات الفساد العديدة والمؤامرات السياسية والاقتصادية المتشابكة على مواطني البلد الضعفاء، التي تورط كبار الكبار من رجالات النظام بمصر في تلك الأيام من العام 2006 حيث تدور الأحداث.
عندما تصبح الدولة مجرمة، ودلائل إدانتها في يد الشعب فلمن الشكوى دون خوف من التصفية؟ هذا ما سوف تحاول فريدة الإجابة عنه في هذا المسلسل.

## طاقم العمل

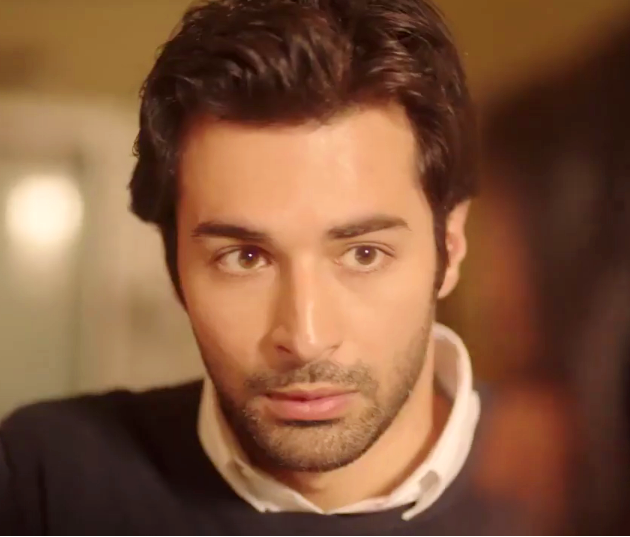
أحمد حاتم في دور علاء

### الممثلون
| - هند صبري: فريدة - نضال الشافعي: عمر - سلوى خطاب: سالي - يسرا اللوزي: نادية عطالله - يوسف فوزي: جلال مرسي - أحمد حاتم: علاء - عادل هاشم: عادل باشا | - سيد رجب: الجنرال جودة - ناهد السباعي: فوزية - ظافر العابدين: ضياء - أيمن القيسوني: طارق حسن عبد الله - أسامة عباس: محي ذو النون - سميرة عبد العزيز: امال ام أميرة - تهاني راشد: ام عمر | - صبري عبد المنعم: م.عبد الرحمن - مجدي عبد الوهاب: اللواء صفوان - محمد عبد المعطي: أنوش - مي سليم: أميرة - عمرو ممدوح: حسام - محمد صالح: خالد صديق علاء - إبراهيم صلاح: محمود خطيب فوزية | - عماد الطيب: هاني عامل بالكباريه - دارين حداد: رضوى سكرتيرة جلال - نادر فؤاد: د.رمزي - سالي القاضي: ريهام زوجة طارق - مديحة البكري: زوجة عادل باشا - عبد السلام الدهشان: صاحب التاكسي - ميما شامي: باكينام عشيقة جلال | - حمدي ندا: والد ريهام - ليلي نجاتي: م. نجوان - مريم سعيد صالح: سوزي رئيسة التمريض - نيرة عارف: مها - محمد حسيب | - حمدي الرملي - مجدي توفيق - محمود الورداني - أحمد العبد - ناصر عثمان | - محمد أشرف - إسلام سعيد - محمد عبد الخالق - حازم عبد القادر - ماهر عيد | - محمد جلال - محمد صالح - عبد الباسط محمد - إبراهيم القليوبي - عاطف عمار: مراد (مدير بار فيرتيجو) |

### ضيوف المسلسل
- محمود الجندي: كمال شاهين
- محمد الشقنقيري: فتحي العسال
- مجدي بدر: كريم التميمي
- أحمد فؤاد سليم: حسن عبد الله
- سندس البدري: طفلة
- نهلة الأنصاري: طفلة
- محمود عبد العظيم: طفل

### التقنيون
| - أحمد مراد: الرواية - محمد ناير: سيناريو وحوار - أحمد عزب: مهندس الديكور - إسلام حسن - أحمد خيري: مساعد الديكور - بسمة الغمري: ملابس - شادي عباس: إكسسوار - عدنان الشريف: إكسسواريست | - تامر عبد المنعم - تامر حطب - أحمد يعقوب - خالد فهمي - أبانوب يوحنا: مساعدي التصوير - بترو: مصور فوتوغرافيا - أيمن العجمي: مشرف أضاءة - محمود شعبان: مشرف كرين - طارق كامل - محمد عبد الحميد: مكياج - محمد حافظ: كوافير | - سيف يوسف: مخرج منفذ - مازن المصري- أمجد المالكي: مساعد أول إخراج - أشرف صبري: سكربت ملابس - رامز علي - رضا العزاوي: مساعدي إخراج - أحمد تمام: مدير الطاقم - كمال الدين سالم: كلاك | - عماد صالح - علاء سمير: ريجيسير - أيمن بهجت قمر: أغنية التتر - خالد عز: موسيقى التتر - حسين الجسمي: غناء - أشرف محروس: موسيقي وتوزيع - ياسر صلاح: منتج فني | - عادل عبد المنعم- يحيي عثمان: مدير إنتاج - علي مراد: إشراف على الإنتاج - فارس عبد الكريم: مونتاج - صلاح يعقوب: مدير التصوير - الشروق للإنتاج الإعلامي: منتج - عثمان أبو لبن: مخرج |

## البث الدولي
- الجدول التالي يبين القنوات التي عرض فيها المسلسل.

| الدولة                   | القناة الباثة       | التاريخ        | مراجع       |
| ------------------------ | ------------------- | -------------- | ----------- |
| الإمارات العربية المتحدة | تلفزيون دبي         | 28 يوليو 2012  | [ 4 ]       |
| تونس                     | قناة حنبعل          | 28 يوليو 2012  | [ 4 ]       |
| مصر                      | دريم                | 28 يوليو 2012  | [ 4 ]       |
| مصر                      | سي بي سي دراما      | 17 فبراير 2013 | [ 2 ]       |
| الإمارات العربية المتحدة | تلفزيون دبي (إعادة) | 16 ديسمبر 2015 | [ 1 ] [ 5 ] |